# Liste von Persönlichkeiten der Stadt Ludwigshafen am Rhein
Die folgende Übersicht enthält bedeutende Persönlichkeiten mit Bezug zur Stadt Ludwigshafen am Rhein, geordnet nach Ehrenbürgern und Personen, die in Ludwigshafen gewirkt haben. Die Liste erhebt keinen Anspruch auf Vollständigkeit. In weiteren Listen sind Personen enthalten, die in Ludwigshafen geboren wurden.

## Ehrenbürger
Ludwigshafen hat 27 Mal die Ehrenbürgerwürde verliehen, wovon sieben 1945 für ungültig erklärt wurden. Die Jahreszahlen geben den Zeitpunkt der Verleihung wieder.
- 1883: Carl Clemm (1836–1899), Mitbegründer der BASF und Reichstagsabgeordneter, die Ehrenbürgerwürde wurde ihm vom Friesenheimer Gemeinderat verliehen und später von Ludwigshafen übernommen
- 1892: August Clemm (1837–1910), Mitbegründer der BASF und bayerischer Landtagsabgeordneter
  - 1895: Otto von Bismarck, 1945 aberkannt
- 1924: Karl Stützel (1872–1944), bayerischer Innenminister, die Ehrenbürgerwürde wurde von Oppau verliehen
- 1927: Friedrich Krafft (1857–1936), Oberbürgermeister
  - 1933: Ludwig Siebert, 1945 aberkannt
  - 1933: Paul von Hindenburg, 1945 aberkannt
  - 1933: Adolf Hitler, 1945 aberkannt
  - 1933: Franz Ritter von Epp, 1945 aberkannt
  - 1938: Josef Bürckel, 1945 aberkannt
  - 1938: Wilhelm Frick, 1945 aberkannt
- 1949: A. Ray Benedict (1885–1974), Bürgermeister von Pasadena
- 1955: Valentin Bauer (1885–1974), Oberbürgermeister
- 1964: Friedrich Wilhelm Wagner (1894–1971), Reichstags- und Bundestagsabgeordneter, Vizepräsident des Bundesverfassungsgerichts
- 1965: Carl Wurster (1900–1974), Vorstandsvorsitzender der BASF
- 1965: Peter Trupp (1889–1973), Beigeordneter
- 1965: Ludwig Husse (1890–1976), katholischer Stadtdekan
- 1970: Ernst Bloch (1885–1977), Philosoph
- 1975: Wilhelm Hack (1899–1985), Kunstsammler, vermachte Ludwigshafen seine Kunstsammlung
- 1977: Hans Loschky (1888–1979), Pädagoge und Heimatforscher, vermachte Ludwigshafen seine Pädagogik-Sammlung
- 1983: Herbert Müller (1900–1994), bayerischer und rheinland-pfälzischer Landtagsabgeordneter
- 1983: Bernhard Timm (1909–1992), Vorstandsvorsitzender der BASF
- 1985: Günther Janson (1919–1999), Bürgermeister
- 1993: Werner Ludwig (1926–2020), Oberbürgermeister
- 1998: Friedhelm Borggrefe (* 1929), evangelischer Stadtdekan
- 1998: Erich Ramstetter (1925–2022), katholischer Stadtdekan
- 2005: Helmut Kohl (1930–2017), rheinland-pfälzischer Ministerpräsident, Bundeskanzler

## Prominente, die in der Stadt wirken oder wirkten
- Eugen von Wrede (1806–1845), Regierungspräsident der Rheinpfalz, Mitgründer von Ludwigshafen
- Gustav Hatzfeld (1851–1930), Polizeirat; baute die Polizeitruppe der Stadt auf und wirkte 34 Jahre lang als deren Chef.
- Fritz Winkler (1888–1950), Chemiker, Entwickler des Winkler-Generators
- Otto Feick (1890–1959), Erfinder des Rhönrads
- Wilhelm Caroli (1895–1942), katholischer Priester, NS-Opfer, starb im KZ Dachau, 1926–38 Pfarrer von Rheingönheim
- Paul Eppstein (1902–1944), Soziologe und Judenältester im Ghetto Theresienstadt, NS-Opfer, starb in der Kleinen Festung Theresienstadt
- Ernst W. Kunz (1912–1985), Maler, Künstler, lebte von 1959 bis 1985 in Ludwigshafen
- Christoph Jonas (1926–1968), Landwirt
- Helmut Kohl (1930–2017), Politiker (CDU), Ministerpräsident von Rheinland-Pfalz 1969 bis 1976, Bundeskanzler 1982 bis 1998, Ehrenbürger Europas
- Kurt Biedenkopf (1930–2021), Politiker (CDU), Ministerpräsident des Freistaates Sachsen 1990 bis 2002
- Wolfgang Lauth (1931–2011), Jazzmusiker (Pianist), Komponist
- Arno Reinfrank (1934–2001), Schriftsteller
- Hans Pfeifer (1934–2019), Klarinettist und Musikpädagoge
- Hans Reffert (1946–2016), Musiker (Gitarrist), Komponist
- Wolfgang Schulte (* 1947), Politiker (SPD), Oberbürgermeister 1993 bis 2001
- Céphas Bansah (* 1948), König der Hohoe Gbi Traditional Ghana im Osten Ghanas
- Manfred Kaltz (* 1953), ehemaliger deutscher Fußballnationalspieler, Europameister 1980
- Eva Lohse (* 1956), Politikerin (CDU), Oberbürgermeisterin 2002 bis 2017
- Erwin Ditzner (* 1960), Schlagzeuger
- Jutta Steinruck (* 1962), Politikerin (parteilos, bis 2023 SPD), Oberbürgermeisterin 2018 bis 2025
- Stefan Hell (* 1962), Chemie-Nobelpreisträger
- Hasan Özdemir (* 1963), Dichter
- Julia Neigel (* 1966), Sängerin, Komponistin, Textdichterin und Musikproduzentin
- Torsten Haß (* 1970), Bibliothekar und Schriftsteller
- Reinhard Remfort (* 1982), Physiker und Podcaster
- Daniela Katzenberger (* 1986), Reality-Show-Darstellerin, Bestseller-Autorin, Schauspielerin und Model
- Andre Schürrle (* 1990), ehemaliger deutscher Fußballnationalspieler, Weltmeister 2014
- Jenny Frankhauser (* 1992), Reality-Show-Darstellerin, Sängerin, Dschungelcamp-Gewinnerin 2018
- Volkan Yaman (* 1997), bekannt als Apache 207, Rapper und Sänger
- Daniele Terranova (* 1993), Komponist, Textdichter und Musikproduzent[2][3]
- Nadiem Amiri (* 1996), deutsch-afghanischer Fußballspieler, deutscher Fußballnationalspieler 2019/20